# Hans von Werder (General, 1771)
Hans Ernst Christoph von Werder (* 28. April 1771 auf dem Rittergut Rogäsen; † 11. Juli 1837 in Glogau) war ein preußischer Generalleutnant.

## Leben

### Herkunft
Hans entstammt dem märkischen Adelsgeschlecht von Werder. Er war ein Sohn des preußischen Staatsministers Dietrich von Werder (1740–1800) und dessen Ehefrau Sophie Charlotte, geborene von Werder (1744–1775) aus dem Hause Gaditz.

### Militärkarriere
Werder wurde im Jahr 1783 Schüler des Joachimsthaler Gymnasiums. Am 1. Februar 1786 kam er als Standartenjunker in das Leibkarabinerregiment. Am 1. Dezember 1786 wurde er als Kornett in das Kürassierregiment „von Kalckreuth“ versetzt. Dort wurde er am 19. März 1792 Sekondeleutnant. Während des Ersten Koalitionskrieges nahm Werder an den Belagerungen von Longwy, Verdun und Mainz teil. Bei letzterer wurde er verwundet. Ferner kämpfte er bei der Kanonade von Valmy sowie den Schlachten bei Pirmasens und Kaiserslautern. Für das Gefecht bei Hochheim wurde Werder am 7. Januar 1793 mit dem Orden Pour le Mérite ausgezeichnet.
Nach dem Krieg wurde er am 16. Dezember 1801 in das Dragonerregiment Nr. 13 versetzt und dort am 18. Juni 1803 zum Hauptmann befördert. Werder kämpfte im Vierten Koalitionskrieg bei der Verteidigung von Danzig. Am 18. November 1807 wurde er als ältester Rittmeister in das schlesische Kürassier-Regiment (Nr. 1) versetzt. Am 16. April 1808 wurde er dort Major.
Während der Befreiungskriege kämpfte Werder in den Schlachten von Großgörschen, Dresden, Bautzen, Kulm, Leipzig, Laon und Paris, wo er das Eiserne Kreuz I. Klasse bekam. Ferner nahm er an den Gefechten bei Sezanne, Claye, Haynau und der Belagerung von Luxemburg teil. Für Großgörschen erhielt er am 19. Mai 1813 das Eiserne Kreuz II. Klasse. Bei Haynau übernahm er das Regiment, nachdem der Kommandeur Major von Briesen schwer verwundet worden war. In dem Gefecht konnte er mehrere Kanonen erobern. Dafür wurde er am 21. Juni 1813 Kommandeur des ostpreußischen Kürassier-Regiments (Nr. 3) und am 11. August 1813 zum Oberstleutnant befördert. Am 29. März 1815 wurde er Kommandeur des 3. Kürassier-Regiments (Nr. 6) und dort am 8. Dezember 1815 Oberst.
Am 20. August 1816 kam er als Kommandeur der Kavalleriebrigade nach Glogau. Am 30. März 1817 wurde er zum Generalmajor mit Patent zum 2. April 1817 ernannt und am 5. September 1818 kam er als Kommandeur in die 9. Kavallerie-Brigade. Am 18. Januar 1823 erhielt er den Roten Adlerorden III. Klasse für seine Verdienste. Wenig später am 13. Juni 1825 wurde er als Generalleutnant mit Pension zur Disposition gestellt. Am 30. August 1825 erhielt er noch das Dienstkreuz. Er starb am 11. Juli 1837 in Glogau.

### Familie
Werder heiratete am 16. Juli 1800 in Stegelitz Friederike Wedde (1783–1864). Das Paar hatte folgende Kinder:
- Hans (* 1801)
- Hans (1802–1851), preußischer Major ⚭ Elisabeth von Benguelin (1809–1870)[1]
- Luise (1803–1872) ⚭ Georg Ottomar Baumeister († 1880), Geheimer Oberjustizrat
- Albert (1805–1884) ⚭ Berta Freiin von Loën (1823–1853), Schwester des Generals Leopold von Loën
- August (1808–1887), preußischer General der Infanterie ⚭ Hedwig von Borcke (1823–1854)
- Pauline (1810–1871) ⚭ 1828 Rudolf von Rehdiger († 1861)
- Marie (1811–1817)
- Sophie (1812–1813)
- Charlotte (1814–1884), Ehrenstiftsdame in Gesekekeppel
- Anna (1821–1887), Ehrenstiftsdame in Gesekekeppel

König Friedrich Wilhelm III. wies am 17. September 1837 das Kriegsministerium an, der Witwe eine Pension von 300 Talern zu zahlen. Auch sein Nachfolger Friedrich Wilhelm IV. unterstützte die Witwe mit Geldgeschenken.